# Santiago de Aguirre
Santiago de Aguirre (16?? - 17??), administrador y político español, caballero de la Orden de Calatrava. Fue gobernador interino de Yucatán en el virreinato de Nueva España, nombrado por el virrey Juan Antonio Vizarrón y Eguiarreta, durante el reinado de Felipe V de España.

## Datos históricos
A pesar de que su cargo era interino y por tanto necesariamente de corta duración, dispuso la demolición de la casa consistorial de Mérida, para hacer construir a partir de sus cimientos una nueva y elegante edificación para que los munícipes pudieran ejercer su cargo. Tal construcción fue la base de lo que en la actualidad se conoce como Palacio Municipal en la capital yucateca.
Durante la administración de Santiago de Aguirre se estableció una oficina para regular los pesos y medidas en la capitanía general a fin de evitar abusos en el comercio.
Le tocó también la tarea de impulsar el orden a la muy relajada administración municipal para lo cual obligó a los concejales de su tiempo a realizar reuniones periódicas y sistemáticas todos los martes a fin de tratar los asuntos de la ciudad y de la provincia.
Terminó su gestión el 27 de febrero de 1736 cuando llegó a la gubernatura el brigadier Manuel Salcedo.